# Бад-Дойч-Альтенбург
Бад-Дойч-Альтенбург (нем. Bad Deutsch-Altenburg) — ярмарочная коммуна (нем. Marktgemeinde) в Австрии, в федеральной земле Нижняя Австрия. 
Входит в состав округа Брук-на-Лайте.  Население составляет 1393 человека (на 31 декабря 2005 года). Занимает площадь 12,6 км². Официальный код  —  3 07 02.

## Политическая ситуация
Бургомистр коммуны — Йозеф Гиттель (СДПА) по результатам выборов 2005 года.
Совет представителей коммуны (нем. Gemeinderat) состоит из 19 мест.
- СДПА занимает 10 мест.
- Партия L. WINDHOLZ занимает 5 мест.
- АНП занимает 4 места.